# Siège d'Ispahan
Batailles
- Gulnabad
- Ispahan
- Damghan
- Murcheh-Khort
- Zarghan

Le siège d'Ispahan se déroule de mars à octobre 1722. Après leur victoire à la bataille de Gulnabad, les troupes afghanes de Mahmoud Hotaki encerclent la capitale de l'Empire séfévide. Incapable de briser le siège, le chah Soltan Hossein finit par se rendre au bout de six mois et abdique en faveur de Mahmoud.

## Contexte
L'émir afghan Mahmoud Hotaki envahit la Perse en 1721 et s'enfonce rapidement vers le cœur de l'empire de Soltan Hossein. Le 8 mars 1722, il remporte une victoire décisive sur les troupes séfévides à la bataille de Gulnabad, à une vingtaine de kilomètres à l'est d'Ispahan. Par prudence, et peut-être aussi parce qu'il ne se rend pas compte de l'ampleur de sa victoire, il ne poursuit pas immédiatement sa route vers la capitale. Il s'empare d'abord du château de Farahabad, dont il fait son quartier-général, et livre la banlieue arménienne de Djolfa au pillage.

## Déroulement
Alors que les Afghans se préparent à assiéger Ispahan, Soltan Hossein interdit aux civils de quitter la ville. Lui-même choisit de rester dans sa capitale plutôt que d'aller lever des troupes fraîches dans les provinces de son empire. Mahmoud Hotaki ne dispose pas de l'artillerie nécessaire pour prendre la ville d'assaut, et il n'a pas assez d'hommes pour l'encercler, mais il installe ses troupes aux points de passage stratégiques, empêchant toute communication avec l'extérieur.
Bien qu'il ait à sa disposition les importantes ressources de l'Empire séfévide, Soltan Hossein se montre incapable de briser le siège. Les Géorgiens du Karthli, ses vassaux, possèdent une armée puissante, mais leur roi Vakhtang VI, en froid avec le chah, refuse de laisser son fils Bakar la conduire à Ispahan. Les Afghans parviennent à repousser d'autres armées de secours ou à convaincre leurs chefs de l'inutilité de venir en aide à Soltan Hossein. Le fils du chah, Tahmasp II, s'échappe de la ville au mois de juin, sans pour autant venir en aide à son père ensuite.
L'inaction du Soltan Hossein donne lieu à des récriminations et des voix s'élèvent pour exiger que son frère cadet Abbas, jugé plus apte, le remplace. La famine commence à ravager Ispahan au début de l'été : le prix du pain atteint des sommets et la population en est réduite aux pires extrémités, y compris au cannibalisme. Mahmoud se montre prêt à négocier : il propose de se retirer en échange de la moitié orientale de l'empire (le Khorassan, le Sistan, Kandahar et Kerman), ainsi qu'un tribut de 400 000 tomans. Malgré leurs efforts, les Perses ne parviennent pas à réunir cette somme colossale et les négociations échouent.

## Issue et conséquences
Le 23 octobre 1722, Soltan Hossein sort d'Ispahan et se rend au château de Farahabad pour abdiquer en faveur de Mahmoud et se constituer prisonnier. Il fixe lui-même sur le turban de son vainqueur le jiqa, coiffe de plumes de héron ornée de joyaux qui symbolise son autorité. Mahmoud entre en grande pompe à Ispahan deux jours plus tard et occupe le palais impérial,.
Ispahan ressort durablement appauvrie de cette épreuve, aussi bien sur le plan matériel qu'humain. La ville a peut-être perdu jusqu'à 100 000 habitants au cours des six mois qu'a duré le siège, qui a également entraîné la destruction de nombreux bâtiments.